# Nancy Mitford
Nancy Freeman-Mitford CBE (Londres, 28 de novembro de 1904 – Versalhes, 30 de junho de 1973), foi uma romancista, biógrafa e jornalista inglesa. A mais velha das irmãs Mitford, ela era considerada uma das "jovens brilhantes" na cena social londrina no período entre guerras. Ela escreveu vários romances sobre a vida de classe alta na Inglaterra e na França, e é considerada uma sagacidade afiada e muitas vezes provocativa. Ela também tem uma reputação como escritora de biografias históricas populares.

## Vida
Mitford teve uma infância privilegiada como a filha mais velha de David Freeman-Mitford, mais tarde 2º Barão Redesdale. Educada particularmente, ela não teve formação como escritora antes de publicar seu primeiro romance em 1931. Esse esforço inicial e os três que se seguiram criaram pouca celeuma. Seus dois romances semiautobiográficos do pós-guerra, The Pursuit of Love (1945) e Love in a Cold Climate (1949), estabeleceram sua reputação.
O casamento de Mitford com Peter Rodd (1933) provou ser insatisfatório para ambos, e eles se divorciaram em 1957 após uma longa separação. Durante a Segunda Guerra Mundial, ela formou uma ligação com um oficial francês livre, Gaston Palewski, que foi o amor de sua vida. Após a guerra, Mitford se estabeleceu na França e viveu lá até sua morte, mantendo contato com seus muitos amigos ingleses através de cartas e visitas regulares.
Durante a década de 1950, Mitford desenvolveu o conceito de língua "U" (superior) e "não-U", pelo qual as origens sociais e a posição eram identificadas por palavras usadas na fala cotidiana. Ela pretendia que isso fosse uma piada, mas muitos levaram a sério, e Mitford era considerado uma autoridade em maneiras e criação.
Seus últimos anos foram agridoces, pois o sucesso de seus estudos biográficos de Madame de Pompadour, Voltaire e do rei Luís XIV contrastou com o fracasso final de seu relacionamento com Palewski. Do final da década de 1960 em diante, sua saúde se deteriorou, e ela suportou vários anos de doença dolorosa antes de sua morte em 1973.

## Lista de obras
(Os detalhes do editor são apenas para a primeira publicação)

### Romances
- Highland Fling. London: Thornton Butterworth. 1931. OCLC 12145781
- Christmas Pudding. London: Thornton Butterworth. 1932. OCLC 639867174
- Wigs on the Green. London: Thornton Butterworth. 1935. OCLC 5728619
- Pigeon Pie. London: Hamish Hamilton. 1940. OCLC 709966771 [4]
- The Pursuit of Love. London: Hamish Hamilton. 1945. OCLC 857990796
- Love in a Cold Climate. London: Hamish Hamilton. 1949. OCLC 563596524
- The Blessing. London: Hamish Hamilton. 1951. OCLC 752807050
- Don't Tell Alfred. London: Hamish Hamilton. 1960. OCLC 757838847

### Biografias
- Madame de Pompadour. London: Hamish Hamilton. 1954. OCLC 432649137 Edição ilustrada (1968)
- Voltaire in Love. London: Hamish Hamilton. 1957. OCLC 459588409
- The Sun King: Louis XIV at Versailles. London: Hamish Hamilton. 1966. OCLC 229419330
- Frederick the Great. London: Hamish Hamilton. 1970. ISBN 0-241-01922-2

### Tradução
- The Little Hut. London: Hamish Hamilton. 1951. OCLC 317377443 (peça traduzida e adaptada de La petite hutte, de André Roussin)

### Como editora
- The Ladies of Alderley: Letters 1841–1850. London: Chapman & Hall. 1938. OCLC 408486
- The Stanleys of Alderley: Letters 1851–1865. London: Chapman & Hall. 1939. OCLC 796961504
- Noblesse Oblige: An Inquiry into the Identifiable Characteristics of the English Aristocracy. London: Hamish Hamilton. 1956. OCLC 219758991 O livro inclui o ensaio de Mitford "The English Aristocracy", publicado pela primeira vez em Encounter, setembro de 1955.

### Coletâneas de cartas
- Mosley, Charlotte, ed. (1993). Love from Nancy: The Letters of Nancy Mitford. London: Hodder & Stoughton. ISBN 978-0-340-53784-8
- ——, ed. (1996). The Letters of Nancy Mitford and Evelyn Waugh. London: Hodder & Stoughton. ISBN 0-340-63804-4
- ——, ed. (2007). The Mitfords: Letters Between Six Sisters. London: Fourth Estate. ISBN 978-1-84115-790-0
- Smith, John Saumarez, ed. (2004). The Bookshop at 10 Curzon Street: Letters between Nancy Mitford and Heywood Hill 1952–73. London: Frances Lincoln. ISBN 978-0-7112-2452-0

### Outros trabalhos
Mitford foi um prolífico escritor de artigos, resenhas, ensaios e prefácios, alguns dos quais foram publicados em duas coletâneas: The Water Beetle (Hamish Hamilton, 1962) e A Talent to Annoy (Hamish Hamilton, 1986). Sua tradução do romance La Princesse de Clèves, de Madame Lafayette, foi publicada nos Estados Unidos em 1950, mas foi fortemente criticada.